# エルンスト・ホーエンベルク
エルンスト・ホーエンベルク（Ernst Hohenberg, 1904年5月27日 - 1954年3月5日）は、オーストリア＝ハンガリー（二重帝国）の帝位継承者フランツ・フェルディナント大公の次男。森林学者、反ナチ活動家。1919年までホーエンベルク侯爵（Fürst von Hohenberg）の称号を有した。全名はエルンスト・アルフォンス・フランツ・イグナツ・ヨーゼフ・マリア・アントン（Ernst Alfons Franz Ignaz Joseph Maria Anton Fürst von Hohenberg）。

## 生涯
フランツ・フェルディナント大公とその妻のゾフィー・ホテク伯爵夫人（結婚によりホーエンベルク公爵夫人）の間の第3子、次男として生まれた。両親の貴賤結婚により、エルンストと兄姉は二重帝国の帝位継承権はおろかハプスブルク家の正式な成員とすら認められなかった。
1914年に両親がボスニア訪問中に民族主義者のテロにより暗殺されると（サラエヴォ事件）、姉弟は母方の親族に引き取られた。大伯父の皇帝フランツ・ヨーゼフ1世は姉弟をただ1度王宮に呼び寄せたきりで、孤児たちを引き取ろうとはしなかった。エルンストは成長すると、ブルック・アン・デア・ムールで林学を学んだ。エルンストは兄のマックスとともにハプスブルク家の復位を目指す運動に熱心に協力し、従甥の元皇太子オットー・フォン・ハプスブルクとも親しく連絡を取り合っていた。兄弟は1930年代には護国団にも加入していた。
兄弟は1938年のドイツ第三帝国によるオーストリア合邦（アンシュルス）をオーストリアの自主独立を脅かすとして非難したため、逮捕されてダッハウ強制収容所に送られた。ホーエンベルク兄弟の全財産はナチ党政府によって没収され、2万ヘクタールの広大な所領はナチ党政府の所有に帰した。これはオーストリアでナチ党が行った最大規模の公用徴収の1つであった。ナチ党のホーエンベルク兄弟に対する仕打ちは、西側諸国の大きな非難を引き起こした。
エルンストは兄マックスの釈放後も留置され、ブーヘンヴァルト強制収容所に移された後、1943年にようやく解放された。第2次世界大戦後、エルンストはオーストリア連邦政府の資産保全・経済計画担当大臣ペーター・クラウラント（Peter Krauland）の協力で、没収された所領を取り戻すことに成功した。エルンストは強制収容所での虐待と酷使によって健康を激しく蝕まれ、1954年に49歳で死去した。遺骸は一族の本拠であるアルトシュテッテン城の付属教会の墓所に安置された。

## 子女
1936年5月25日にウィーンにおいて、イギリス人のマリー・テレーズ・ウッド（Marie Therese Wood, 1910年 - 1983年）と結婚し、間に2人の息子をもうけた。
- フランツ・フェルディナント・マクシミリアン・ゲオルク・エルンスト・マリア・ヨーゼフ・ツァハリウス・イグナツ（1937年 - 1978年）
- エルンスト・ゲオルク・エレメール・アルベルト・ヨーゼフ・アントニウス・ペレグリヌス・ルーペルトゥス・マリア（1944年 - 2023年）